# Centrale Inlichtingendienst (1940-1942)

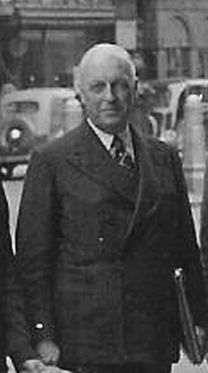
François van 't Sant, hoofd van de CID van 1940-1941, hier in juni 1946

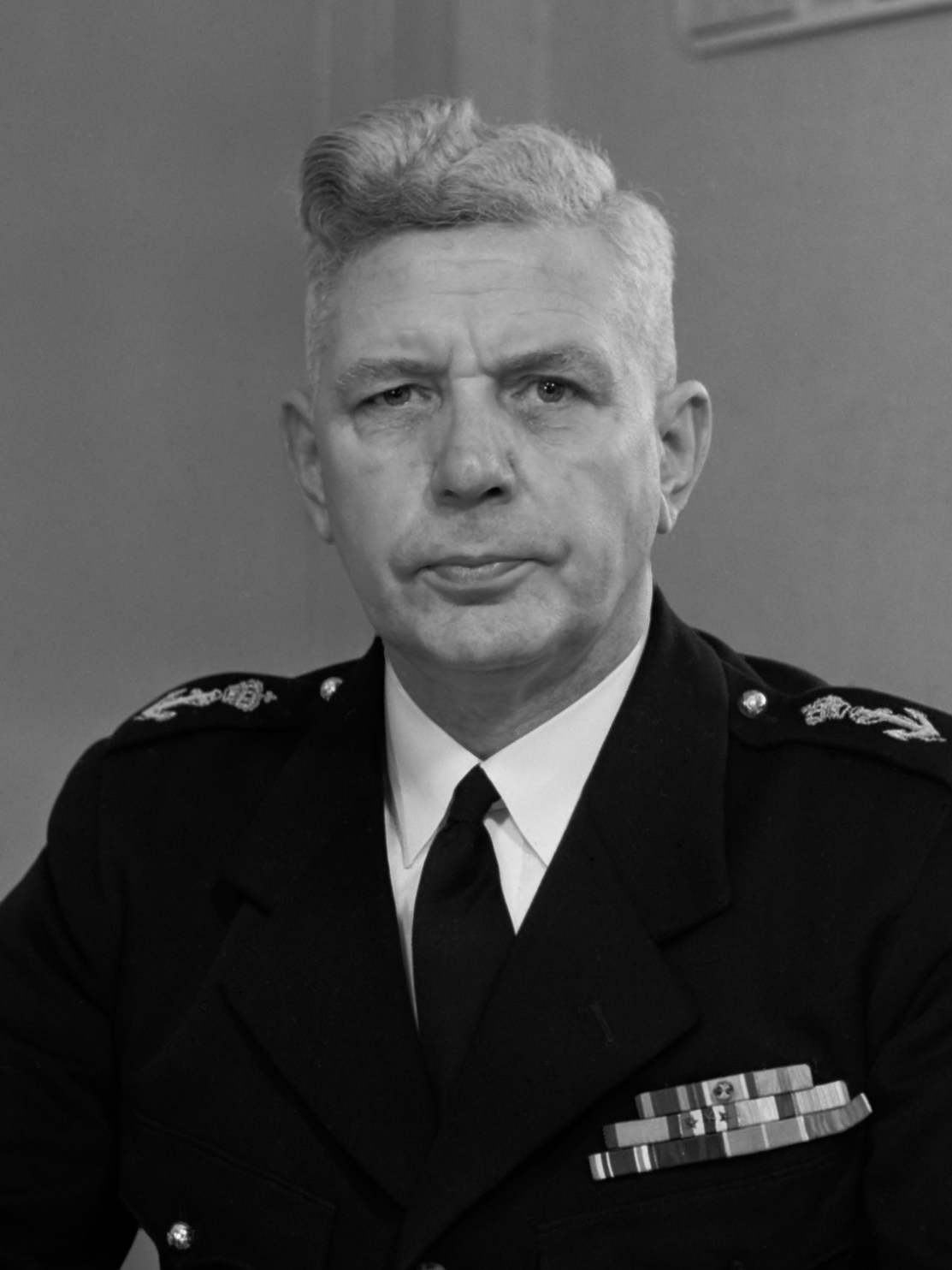
Mattheus de Bruyne, hoofd van de CID in 1942, hier in 1949

De Centrale Inlichtingendienst (CID) was van juli 1940 tot november 1942 de inlichtingen- en veiligheidsdienst van de Nederlandse regering in ballingschap.
Deze dienst moet niet verward worden met de Centrale Inlichtingendienst (CI) die van januari 1919 tot mei 1940 als de eerste Nederlandse civiele veiligheidsdienst fungeerde.

## Ontwikkeling
Bij koninklijk besluit van 19 juli 1940 werd door de Nederlandse regering in Londen de Centrale Inlichtingendienst (CID) opgericht, die als zowel als civiele inlichtingen- als veiligheidsdienst fungeerde en ressorteerde onder het ministerie van Justitie.
Het eerste hoofd van de CID werd François van 't Sant, die reeds particulier secretaris van koningin Wilhelmina was en bovendien raadsadviseur bij het ministerie van Justitie werd. Deze opeenstapeling van functies leidde tot kritiek en op 14 augustus 1941 trad hij af als hoofd van de Centrale Inlichtingendienst. Hij werd opgevolgd door reserve-kapitein mr. R.P.J. Derksema, die onder meer door Euan Rabagliatti van MI6 als incompetent werd beschouwd. In februari 1942 werd Derksema opgevolgd door Mattheus de Bruyne.

## Opsplitsing
Na een reeks van problemen werd de Centrale Inlichtingendienst bij koninklijk besluit van 28 november 1942 opgesplitst in twee nieuwe diensten:
- Het "veiligheidsdeel" van de CID bleef als Politie Buitendienst (PBD) onder het ministerie van Justitie ressorteren en was sindsdien verantwoordelijk voor onderzoek naar de betrouwbaarheid van onder meer de Engelandvaarders;
- De "inlichtingenkant" van de CID werd omgezet in Bureau Inlichtingen (BI) dat onder het departement van Oorlog kwam te ressorteren[2] en de voorloper was van de in 1946 opgerichte Buitenlandse Inlichtingendienst (BID).